# Federico López
Federico López Camacho (Città del Messico, 26 marzo 1962 – Guaynabo, 6 novembre 2006) è stato un cestista portoricano.
Era il figlio di Fico López, cestista cubano alle olimpiadi del 1948 e del 1952.

## Palmarès
- FIBA World Cup All-Tournament Teams: 1

1990